# انجمن دانشگاه‌های عربی و اروپایی
انجمن دانشگاه‌های عربی و اروپایی (انگلیسی: Association of Arab and European Universities)یک انجمن دانشگاه مستقر در لاهه ، هلند است.ارتباط بین دانشگاههای اروپایی و عربی را تشویق می کند. در سال ۱۹۹۸ توسط بنیاد لطفیه ربانی تاسیس شد و هدف اصلی آن همکاری دانشگاه های کشورهای عربی و اروپایی در سطح دانشگاه ، دانشکده و گروه بود. هدف نهایی انجمن، توسعه منابع انسانی و ارتقای درک بین فرهنگها و تبادلات بین جوامع مدنی درگیر است. در سال ۲۰۰ انجمن به طور رسمی تحت قوانین هلند با حمایت انجمن دانشگاه های عربی واقع در امان ، اردن و انجمن دانشگاه های اروپایی واقع در بروکسل ، بلژیک ، به طور رسمی تأسیس شد. هر دوی این سازمانها نمایندگانی در هیئت مدیره انجمن دارند.